# 不肯去观音院

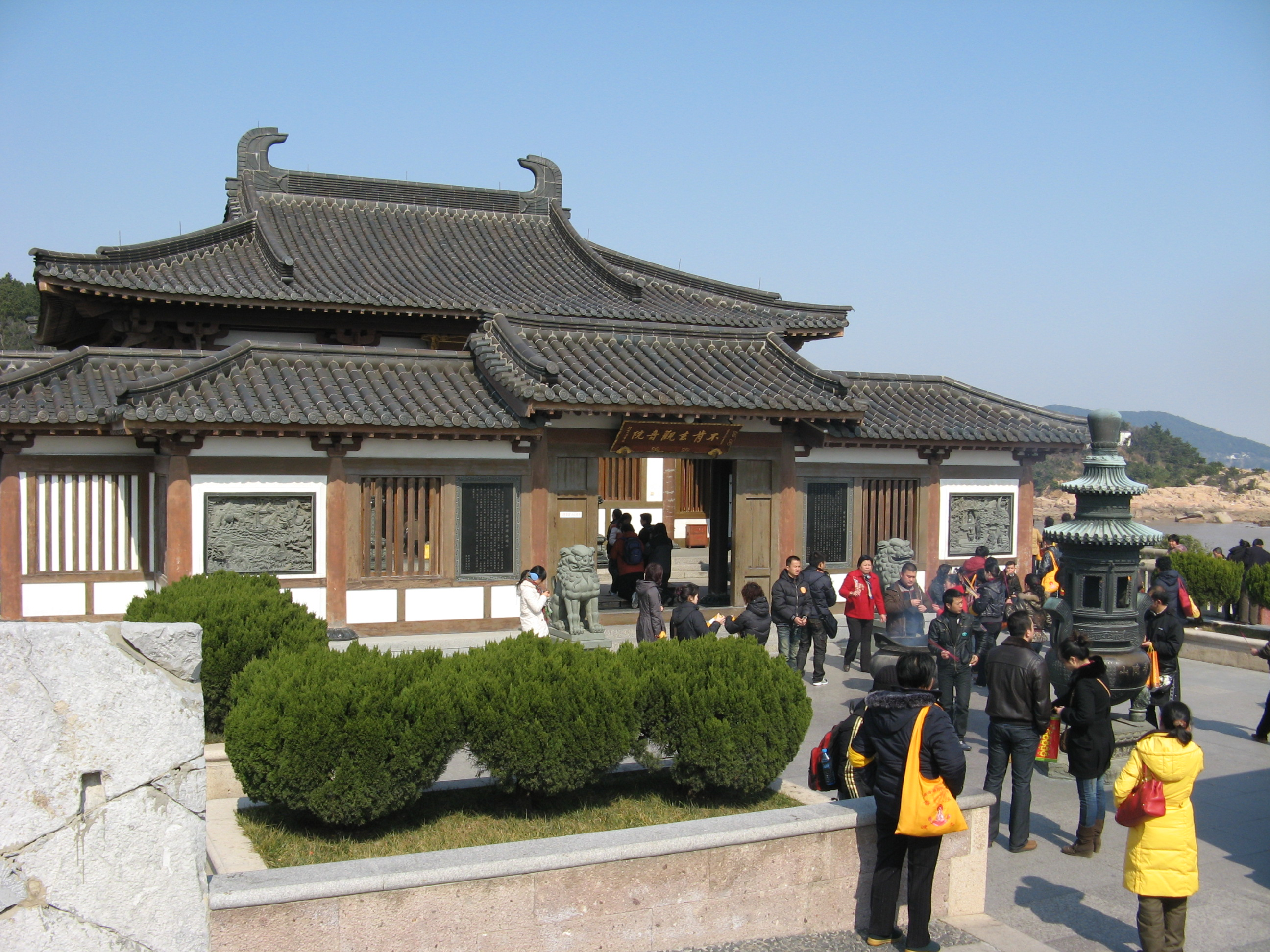
不肯去观音院（2008年）

不肯去观音院又名紫竹林，位于浙江省舟山市普陀山梅檀岭下。
据载唐代日本僧人慧锷大师从五台山请得观音圣像，欲迎归本国。船只路过普陀山洋面，铁莲绕舟，因此认为大士不愿东去，乃留像山中。
山民张氏目睹海上奇观，舍宅供奉，得名“不肯去观音院”。这就是普陀山佛教文化的发祥，从此普陀山正式成为观音菩萨的应化胜地。
明万历末，僧炤宁在原址建“听潮庵”。清康熙三十八年，御书“潮音洞”额赐挂。雍正、道光、光绪年间有广纪、仁亮、净守等禅师续增修，并改称“紫竹林”。1919年，康有为亲提院额。
1989年起，普陀山佛教协会主持重建，历时数载，成大悲楼、园通殿、天王殿、三圣楼、药师殿。供奉着十一面观音、玉质卧佛和全山最大的玉质观音。

## 照片

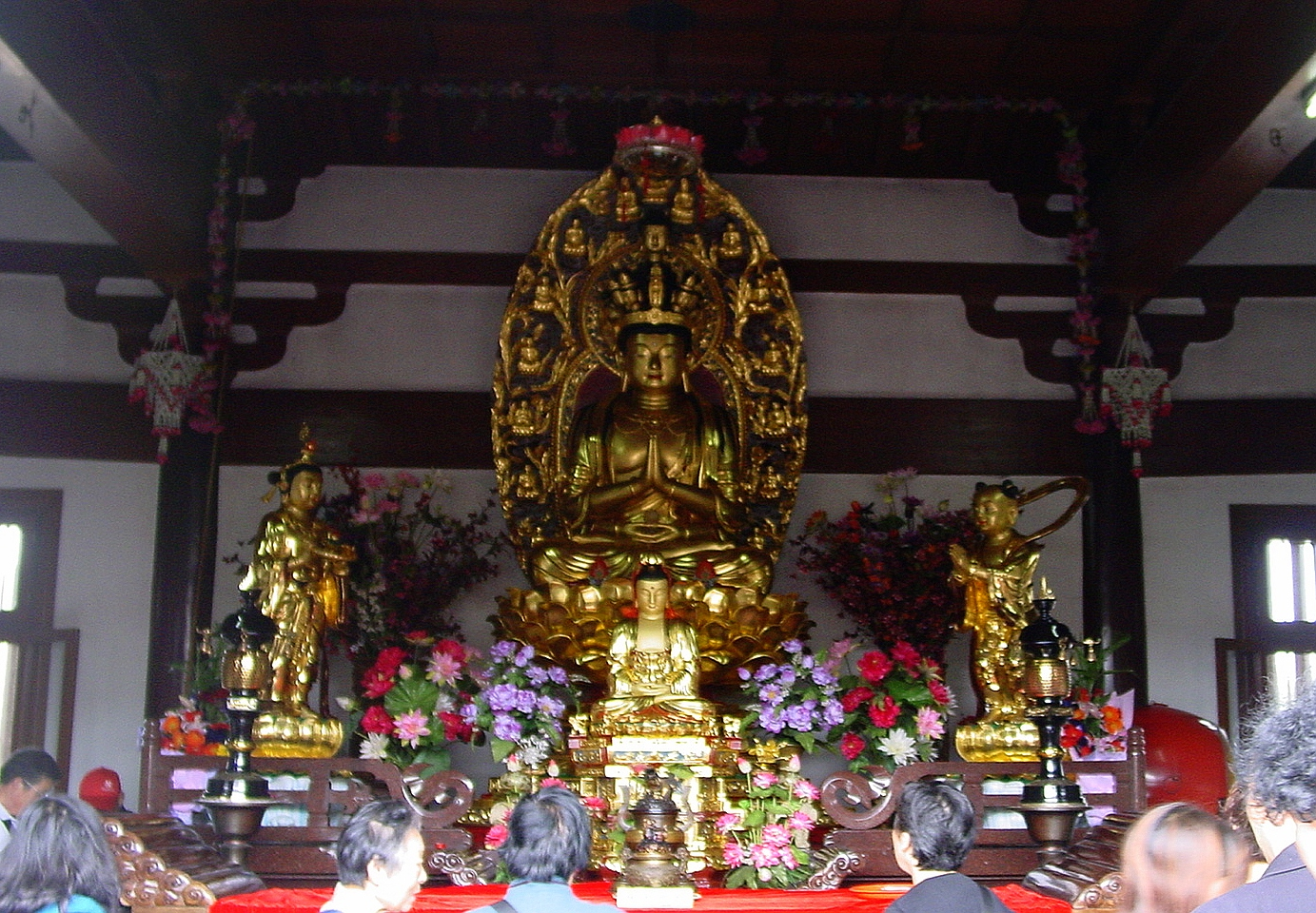
不肯去观音院里供奉的十一面观音像
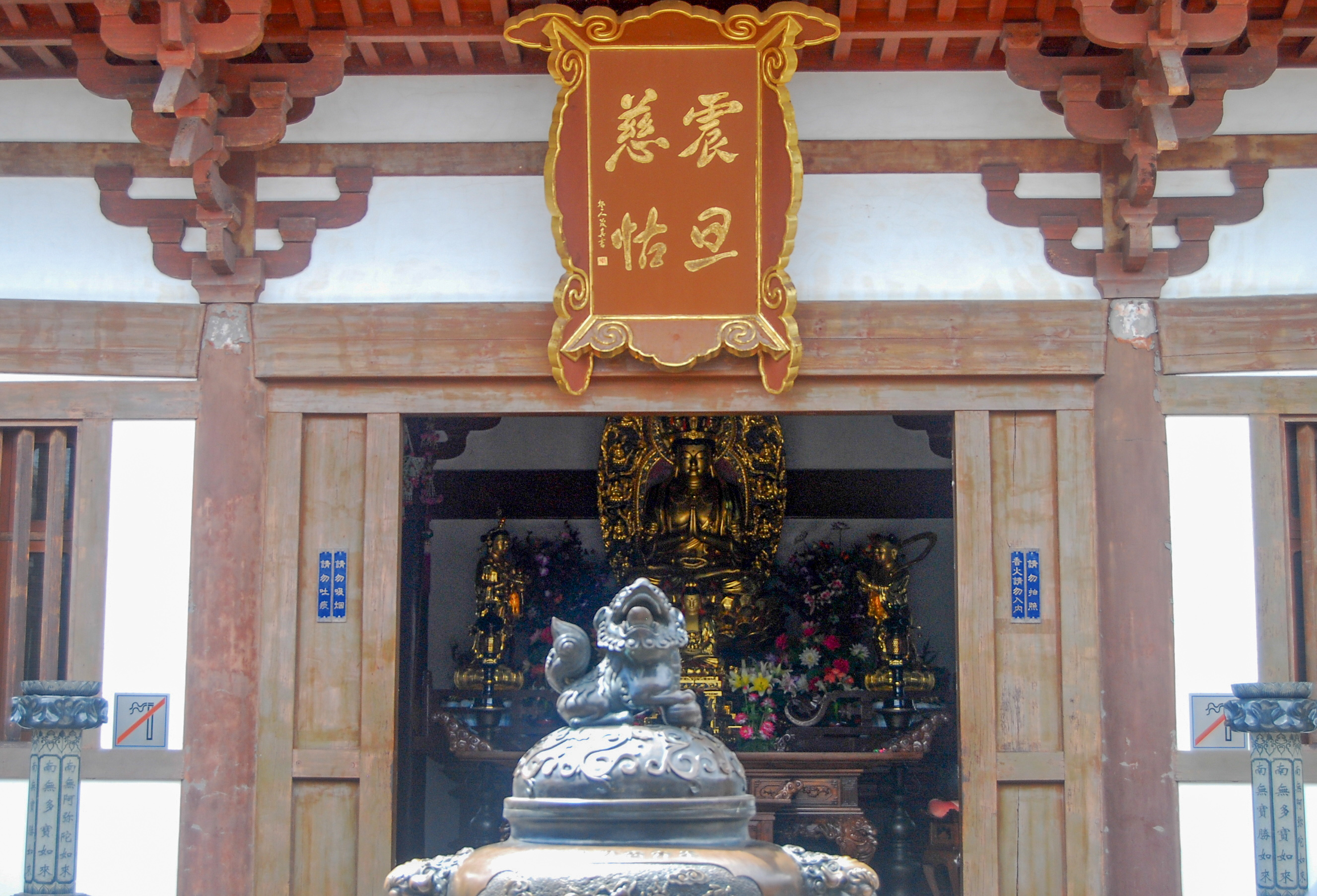
不肯去观音院震旦慈怙
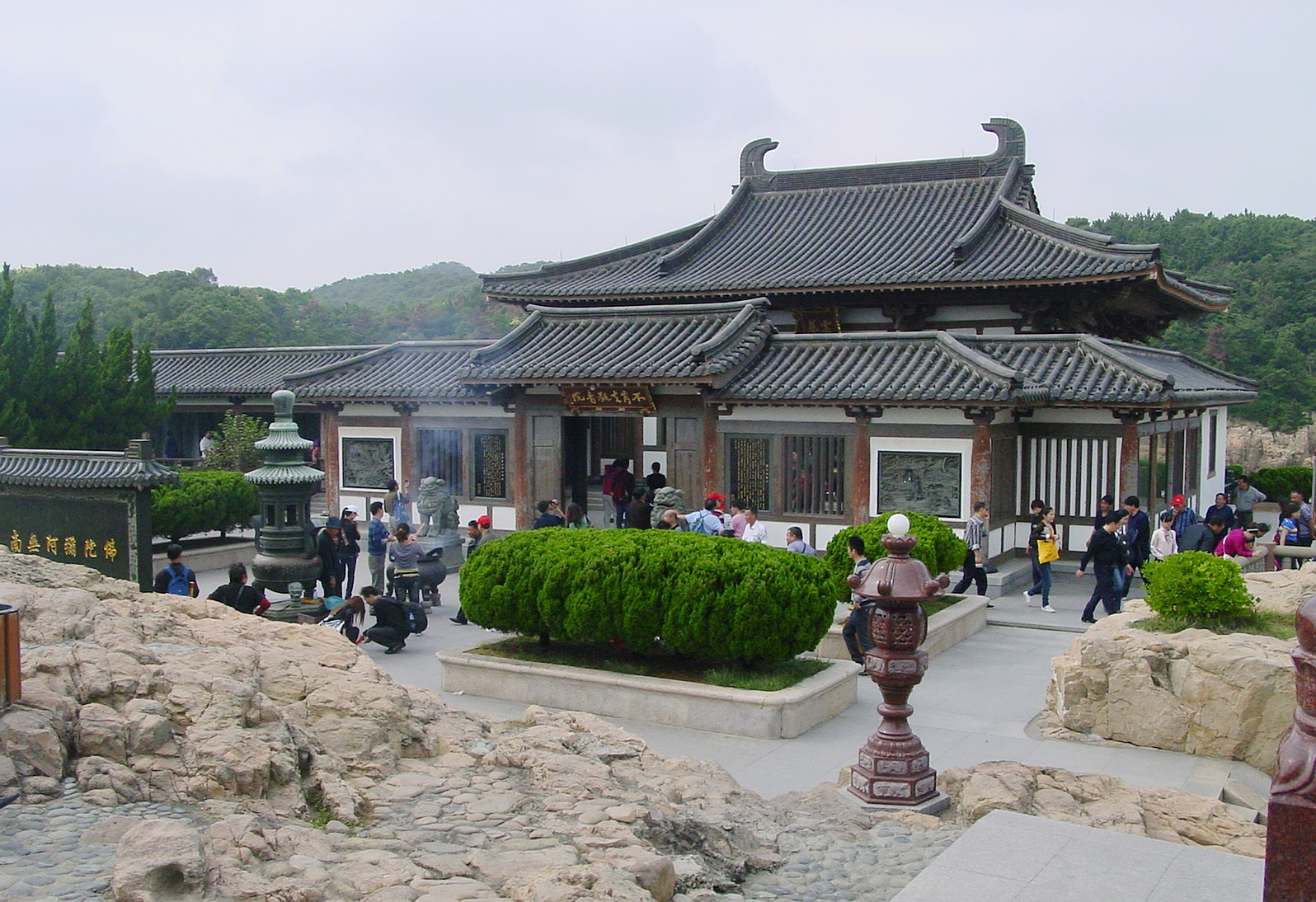
院外

## 相关作品
- 电影 不肯去观音